# Javier Castillo
Pour les articles homonymes, voir Castillo.
Javier Castillo, né le 23 août 1987 à Mijas, en Andalousie, est un écrivain espagnol.

## Biographie
Né dans la ville de Mijas, dans la province de Malaga, Javier Castillo débute, dans sa jeunesse, une carrière de conseil financier. En 2014, il écrit son premier roman, El día que se perdió la cordura qui connaît un grand succès sur les plateformes électroniques hispanophones. En 2016, le roman sort dans les librairies, publié par la maison d'édition espagnole Suma de Letras.
Il publie un second roman, en 2018 La chica de nieve (traduit en français sous le titre La Petite Fille sous la neige par Romain Puértolas),  puis un troisième, El juego del alma (traduit en français sous titre Le Jeu de l'Âme) qui sort en 2021. La sortie de ce dernier ouvrage donne lieu à une intense campagne promotionnelle : une annonce est diffusée à Times Square, à New York. Javier Castillo devenant le premier écrivain espagnol a bénéficier d'une publicité dans ce lieu.
Ces deux ouvrages donnent lieu à une série au succès international, La Petite Fille sous la neige, produite par Netflix, avec Milena Smit, José Coronado et Aixa Villagrán. 
Il publie ensuite les romans El cuco de cristal (2023) et La grieta del silencio (2024), toujours aux éditions Suma de Letras. 

## Ouvrages notables
- Javier Castillo, La Petite Fille sous la neige, Suma de Letras, 448 p. (ISBN 9782253249474)
- Javier Castillo, Le Jeu de l'âme, Suma de Letras, 416 p. (ISBN 9782226482730)